# Berrandúlez
Berrandúlez es un núcleo de población español, hoy día despoblado, del municipio de Valle de Mena, perteneciente a la provincia de Burgos, en la comunidad autónoma de Castilla y León.

## Historia
Hacia mediados del siglo XIX, el lugar, por entonces perteneciente al municipio de Valle de Tudela, tenía contabilizada una población de 34 habitantes. Aparece descrito en el cuarto volumen del Diccionario geográfico-estadístico-histórico de España y sus posesiones de Ultramar de Pascual Madoz con las siguientes palabras:

BERRANDULEZ: l. en la prov., aud. terr. y c. g. de Burgos (21 1/2 leg.), part. jud. de Villarcayo (8 1/4), dióc. de Santander y ayunt. de Santiago, valle de Tudela, con 2 regidores y un fiel de fechos para su gobierno interior. sit. en una profundidad rodeada de montes que la dominan á 3/4 de la sierra de Ulia ó Igaña, que cruzando de E. á O. lleva la direccion á la costa del Océano: está bien ventilada y su clima es saludable. Consta de 38 casas de 16 á 25 pies, algunas con piso alto y formando calles sucias y sin empedrar: tiene una igl. con el título de San Juan, aneja de la de Artieta, cuyo cura párroco dice segunda misa; cementerio en parage bien ventilado, que no perjudica á la salubridad pública y una fuente de ricas y abundantes aguas para los usos del vecinario. El térm. confina por N. Ayega; E. la prov. de Alava; S. Arceniega, y O. Viergol, dist. su lím. de 15 á 25 minutos. El terreno es parte arcilloso y el resto flojo; se halla dividido en suertes, abrazando la primera 50 fan. de sembradura, 60 la segunda y 90 la tercera: en los égidos de propios se crian robles, hayas y otros arbustos: proporcionan riego las aguas de un arroyo que la trae solo en el invierno y las de la fuente de que hemos hablado. No hay otros caminos que los de servidumbre. prod., trigo, maiz, cebada, centeno y legumbres; ganado lanar, cabrio, vacuno, yeguar, mular y caballar; caza de perdices, liebres, zorros y lobos. La ind. y comercio solo consiste en la agricultura y esportacion de ganados é importacion de granos, vino, aceite y otros géneros de que carece. pobl.: 9 vec., 34 alm. contr. con el ayunt. (V.)
(Madoz, 1846, p. 285)

En 2023, el núcleo de población de Berrandúlez, encuadrado dentro de la entidad singular de población de Artieta, no tenía empadronado ningún habitante.